# 劉啓元 (隆慶進士)
劉啓元（1527年—？），字乾初，山東東昌府武城縣人，軍籍，明朝政治人物。

## 生平
嘉靖三十一年（1552年）壬子科山東鄉試第二十七名舉人。隆慶二年（1568年）中式戊辰科會試第二百八十二名，三甲第一百九十一名進士。授河南濟源縣知縣，調鹿邑縣，居官清慎识大体，以慈爱惠养为先，上官奖为古循良。歷官户部郎中，萬曆九年任河南卫辉府知府。致仕卒于家。

## 家族
曾祖劉紹宗，知縣；祖父劉瑞；父劉希尹，歲貢生。母商氏。慈侍下。弟啓亨、東賓。